# Trevélez

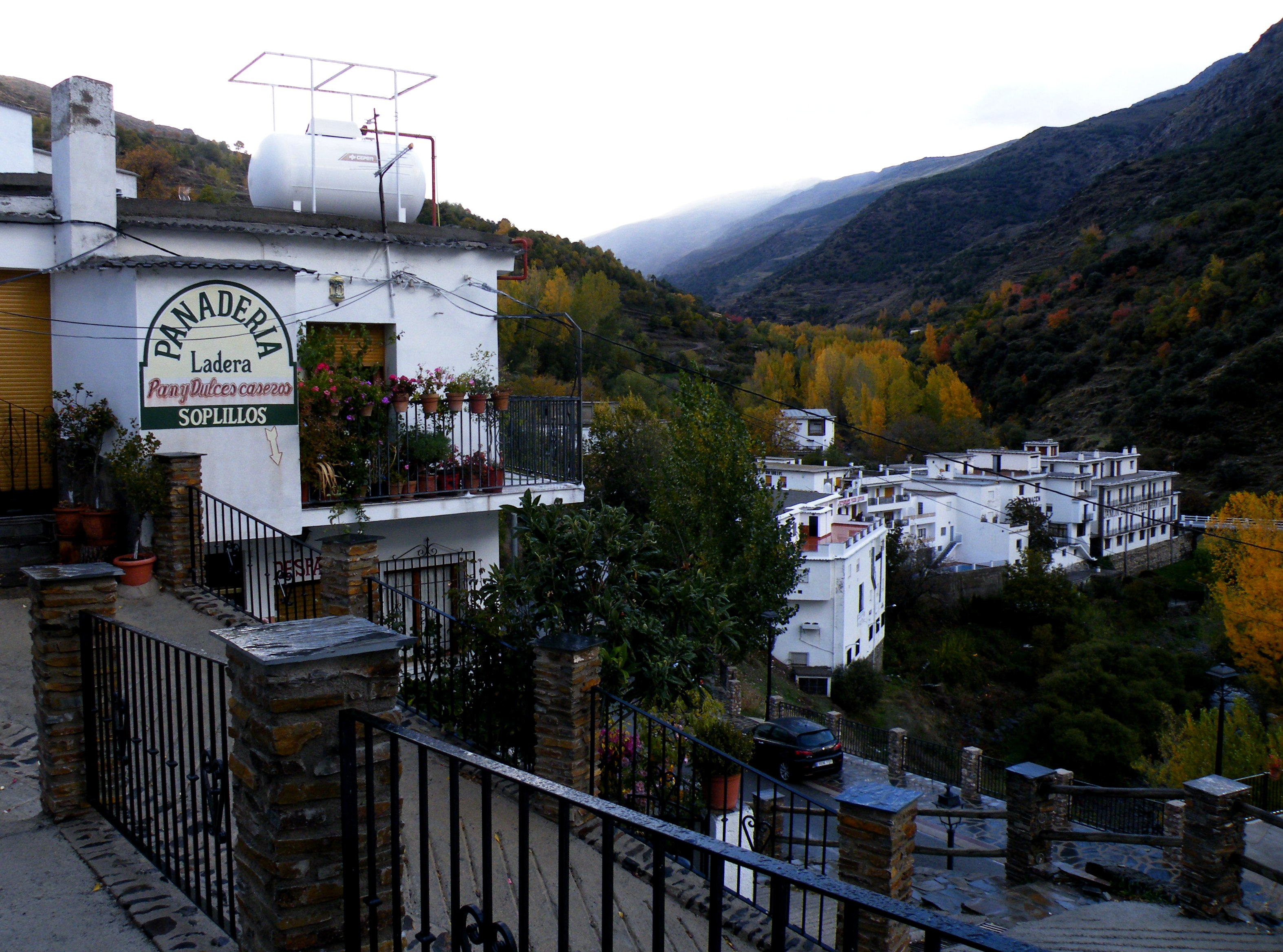
Terraza en Trevélez

Trevélez es una localidad y municipio español de la provincia de Granada, comunidad autónoma de Andalucía, situado en la parte septentrional de la Alpujarra Granadina, a unos 97 km de la capital provincial. Limita con los municipios de Güéjar Sierra, Jérez del Marquesado, Bérchules, Juviles, Busquístar, Pórtugos y Capileira. Cuenta con una población de 703 habitantes (INE 2024).
Gran parte de su término municipal forma parte del parque nacional de Sierra Nevada, llegando hasta la cima del Mulhacén, techo de la península ibérica, que comparte con Capileira y Güéjar Sierra. Trevélez pasó a formar parte en el año 2023 de la asociación Los Pueblos Más Bonitos de España.

## Geografía
Se localiza en la confluencia del río Trevélez con un arroyo más pequeño, al suroeste del Mulhacén, el pico más alto de las montañas de Sierra Nevada y de la península ibérica. La localidad se encuentra al oeste del río Trevélez –o río Grande– que, junto al río Chico y al Poqueira (afluentes del Guadalfeo), rodean el núcleo.
Trevélez está dividido en tres barrios (Alto, Medio y Bajo), con una diferencia de nivel de hasta 190 m. La casa más elevada del Barrio Alto llega a alcanzar los 1610 m de altitud sobre el nivel del mar. El único puente sobre el río está en el Barrio Bajo. El Barrio Bajo es un importante centro turístico, mientras que los Barrios Medio y Alto son más típicamente alpujarreños, aunque el turismo es importante para la economía de todo el pueblo. Al oeste, la localidad más cercana es Busquístar, mientras que el camino a través del Bajo Barrio continúa hacia el este y el sur hasta Juviles y Torvizcón. Hay un servicio regular de autobuses a lo largo de esta carretera, que une el pueblo con los centros comarcales de Lanjarón y Órgiva, así como con la capital de la provincia, Granada.

### Clima
En la localidad prevalece un clima mediterráneo de montaña con verano suave, siendo la temperatura media anual de 11,4 °C. Este clima es considerado Csb según la clasificación climática de Köppen-Geiger. Los veranos son cortos, áridos y mayormente despejados y los inviernos son largos, fríos y parcialmente nublados. Durante el transcurso del año, la temperatura generalmente varía de -5 °C a 30 °C y rara vez baja a menos de -10 °C o sube a más de 33 °C. El mes más cálido es julio, con una temperatura promedio de 21,7 °C, y el más frío es enero, con 3,4 °C. La precipitación media anual es de 627 milímetros. El mes más húmedo es marzo, con 77 mm de precipitación en promedio, y el más seco es julio, con 12 mm de precipitación. La diferencia en la precipitación entre el mes más seco y el mes más lluvioso es de 65 mm. Las temperaturas medias varían durante el año en 18,3 °C.
| Parámetros climáticos promedio de Observatorio de Trevélez (1484 m s. n. m.) (Periodo de referencia: 1982-2012) | Parámetros climáticos promedio de Observatorio de Trevélez (1484 m s. n. m.) (Periodo de referencia: 1982-2012) | Parámetros climáticos promedio de Observatorio de Trevélez (1484 m s. n. m.) (Periodo de referencia: 1982-2012) | Parámetros climáticos promedio de Observatorio de Trevélez (1484 m s. n. m.) (Periodo de referencia: 1982-2012) | Parámetros climáticos promedio de Observatorio de Trevélez (1484 m s. n. m.) (Periodo de referencia: 1982-2012) | Parámetros climáticos promedio de Observatorio de Trevélez (1484 m s. n. m.) (Periodo de referencia: 1982-2012) | Parámetros climáticos promedio de Observatorio de Trevélez (1484 m s. n. m.) (Periodo de referencia: 1982-2012) | Parámetros climáticos promedio de Observatorio de Trevélez (1484 m s. n. m.) (Periodo de referencia: 1982-2012) | Parámetros climáticos promedio de Observatorio de Trevélez (1484 m s. n. m.) (Periodo de referencia: 1982-2012) | Parámetros climáticos promedio de Observatorio de Trevélez (1484 m s. n. m.) (Periodo de referencia: 1982-2012) | Parámetros climáticos promedio de Observatorio de Trevélez (1484 m s. n. m.) (Periodo de referencia: 1982-2012) | Parámetros climáticos promedio de Observatorio de Trevélez (1484 m s. n. m.) (Periodo de referencia: 1982-2012) | Parámetros climáticos promedio de Observatorio de Trevélez (1484 m s. n. m.) (Periodo de referencia: 1982-2012) | Parámetros climáticos promedio de Observatorio de Trevélez (1484 m s. n. m.) (Periodo de referencia: 1982-2012) |
| Mes | Ene. | Feb. | Mar. | Abr. | May. | Jun. | Jul. | Ago. | Sep. | Oct. | Nov. | Dic. | Anual |
| --- | --- | --- | --- | --- | --- | --- | --- | --- | --- | --- | --- | --- | --- |
| Temp. máx. media (°C)                                                                                           | 8.1 | 9.6 | 11.8 | 14.6 | 18.1 | 24.5 | 29.9 | 29.2 | 24.5 | 17.7 | 12.3 | 8.3 | 17.4 |
| Temp. media (°C)                                                                                                | 3.4 | 4.4 | 6.5 | 8.9 | 12.0 | 17.3 | 21.7 | 21.4 | 17.4 | 12.0 | 7.4 | 4.2 | 11.4 |
| Temp. mín. media (°C)                                                                                           | -1.3 | -0.8 | 1.2 | 3.2 | 6.0 | 10.2 | 13.5 | 13.7 | 10.4 | 6.4 | 2.5 | 0.1 | 5.4 |
| Precipitación total (mm)                                                                                        | 73 | 68 | 77 | 77 | 55 | 22 | 12 | 15 | 30 | 57 | 68 | 74 | 627 |
| Fuente: climatedata.org                                                                                         | | | | | | | | | | | | | |

## Fauna
Alguna de la fauna localizada en esta localidad es:
- Carbonero garrapinos
- Ratonero común
- Búho real
- Tórtola común
- Cuco
- Reyezuelo
- Perdiz común
- Culebra de escalera
- Culebra lisa europea
- Sapo corredor
- Zorro
- Tejón
- Gineta
- Collalba negra
- Lagartija ibérica
- Escorpión
- Abejaruco
- Alondra
- Lagarto ocelado
- Cabra montés
- Trucha
- Águila Real
- Salamanquesa común
- Jabalí
- Halcón
- Lechuza común
- Mochuelo común
- Vencejo
- Golondrina
- Mirlo
- Gorrión
- Víbora hocicuda
- Gato montés
- Lince

## Flora
Alguna de la flora que se puede encontrar en este municipio es:
- Helecho
- Cólicos de Caballo
- Pino carrasco y silvestre
- Enebro
- Sauce
- Mimbre
- Castaño
- Ortiga
- Nogal
- Higuera
- Parietaria
- Candilicos
- Pie de león
- Clavelillos
- Sanguinaria
- Ramillo de las nieves
- Botón de oro
- Hierba de las almorranas
- Zahareña
- Te
- Zapaticos
- Malvas
- Diente de león
- Manzanilla de la sierra
- Espino blanco
- Lecheterna
- Orégano
- Mejorana
- Narciso de la sierra

Algunas de estas especies tanto de fauna como de flora están protegidas por la Ley.

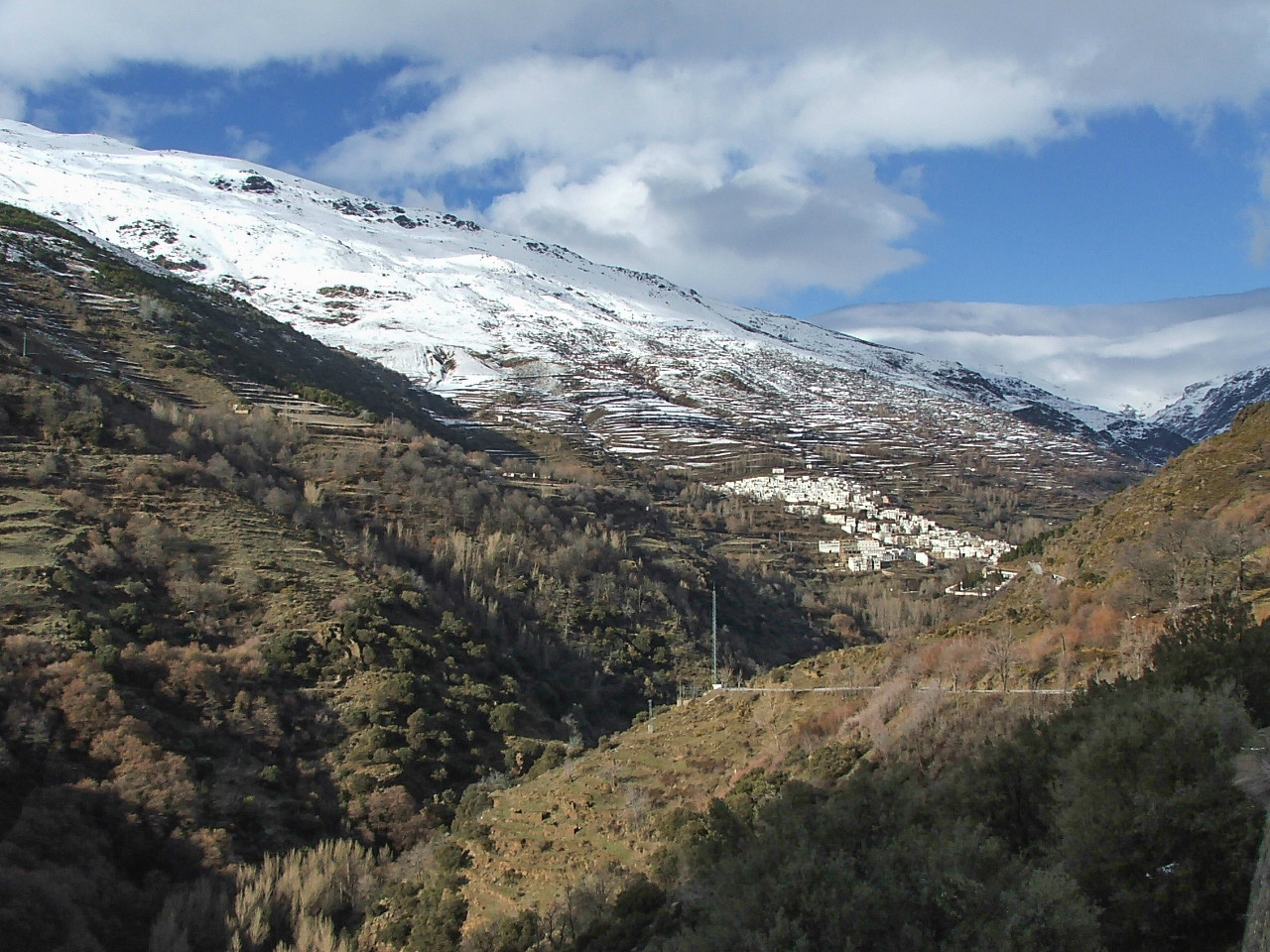
La sierra alrededor de Trevélez

## Demografía
Trevélez cuenta con una población de 703 habitantes (INE 2024).
| Gráfica de evolución demográfica de Trevélez entre 1842 y 2021                                                      |
| |
| Población de derecho según los censos de población del INE Población de hecho según los censos de población del INE |

## Economía
La economía de Trevélez se basa principalmente en el turismo, la producción de jamón, la agricultura (principalmente la producción de tomate cherry) y la ganadería, con más de cincuenta ganaderos que cuidan de unas novecientas cabezas de ganado.

### Evolución de la deuda viva municipal
| Gráfica de evolución de la deuda viva del Ayuntamiento de Trevélez entre 2008 y 2019                                |
| |
| Deuda viva del Ayuntamiento de Trevélez en miles de euros según datos del Ministerio de Hacienda y Función Pública. |

## Administración y política
Los resultados en Trevélez de las últimas elecciones municipales, celebradas en mayo de 2023, son:
| Elecciones Municipales - Trevélez (2023) | Elecciones Municipales - Trevélez (2023) | Elecciones Municipales - Trevélez (2023) | Elecciones Municipales - Trevélez (2023) | Elecciones Municipales - Trevélez (2023) |
| Partido político                         | Partido político                         | Votos                                    | Votos                                    | Concejales                               |
| ---------------------------------------- | ---------------------------------------- | ---------------------------------------- | ---------------------------------------- | ---------------------------------------- |
|                                          | Partido Popular (PP)                     | 300                                      | 58,93 %                                  | 4                                        |
|                                          | Partido Socialista Obrero Español (PSOE) | 202                                      | 39,68 %                                  | 3                                        |

## Cultura

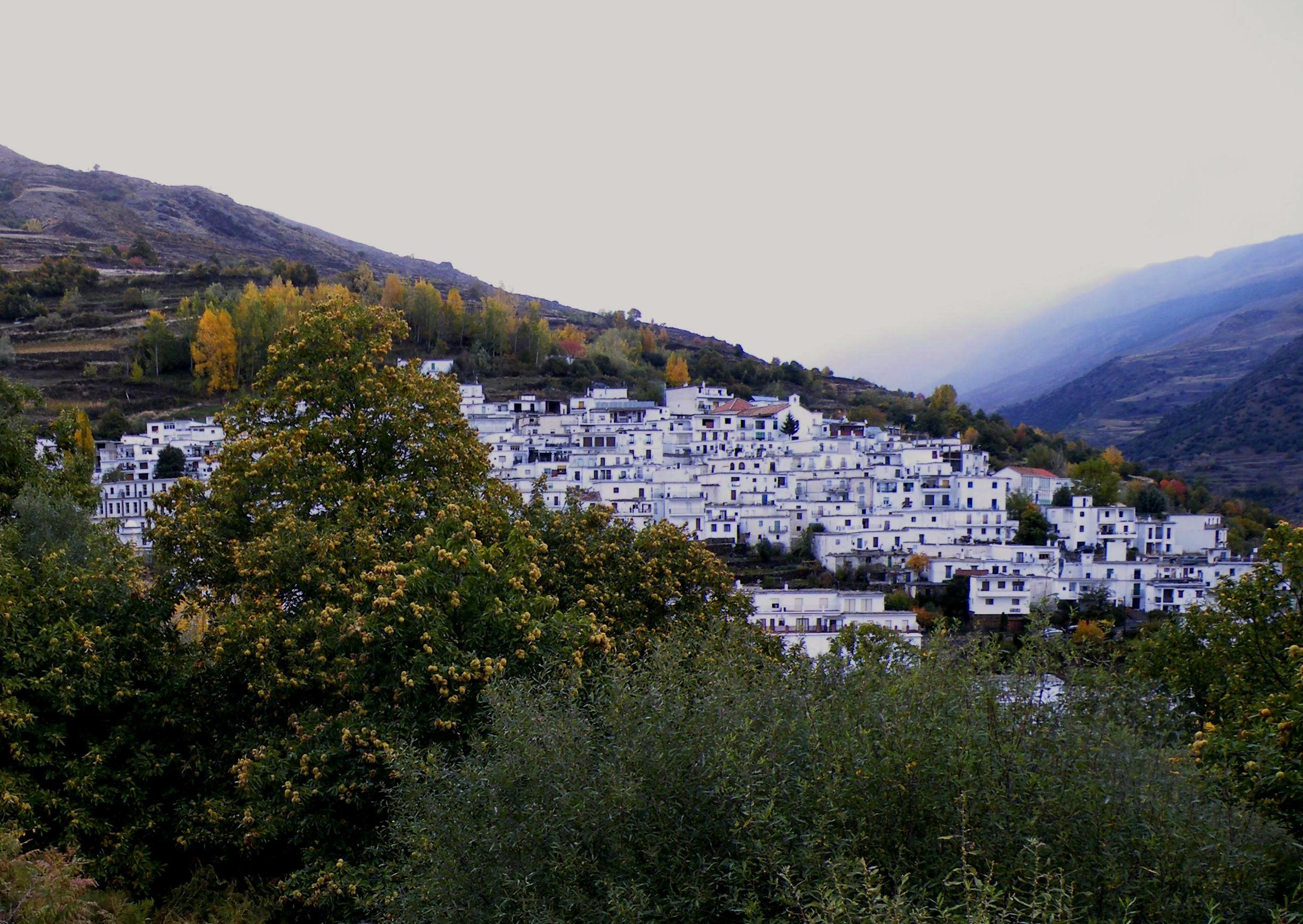
Vista de Trevélez desde el oeste

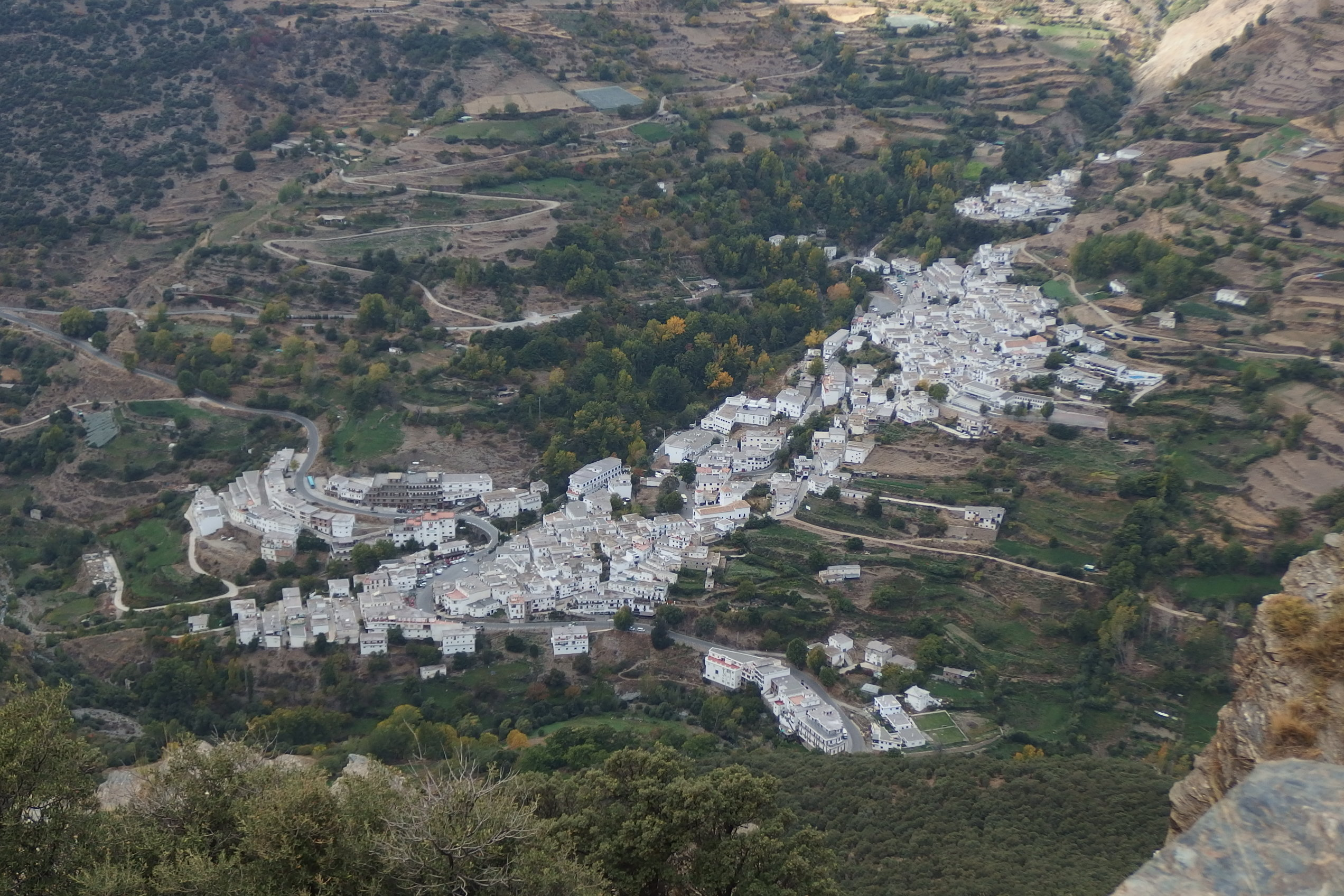
Trevélez desde el tajo Peñabón

### Tradiciones y fiestas
- San Antón
- San Antonio
- Moros y cristianos
- Romería al Mulhacén
- Fiesta de los catalanes
- Feria del ganado
- San Benito
- Feria del Jamón
- Cruces

### Leyendas
Cuentan que eran tres hermanos que cuando su padre murió les dejó en herencia sus tierras:
A su hijo mayor las tierras más altas (barrio alto).
A otro le dejó las tierras del medio (barrio medio).
Al pequeño le dejó las tierras bajas (barrio bajo).
Todos eran felices en las tierras del medio, pero un día se pelearon y cada uno se fue a sus tierras. Por la noche cuentan que a lo lejos se veían las luces de los cortijos de cada uno de los hermanos con velas, de ahí su nombre.
También se cuenta que en un tajo llamado Piedra Ventana se halla una cueva en la cual una vez al año se abre dando un pasadizo que conduce hasta un río subterráneo, y cuentan que aquel que cruce el río se encontrará una hermosa princesa mora, que le ofrecerá riquezas de incalculable valor.
Unos pastores encontraron en una cueva en la cual había un santo y avisaron a la gente del pueblo, la cual subió y se dieron cuenta de que era la Virgen de las Nieves. La cogieron y la trajeron al pueblo y la colocaron en la ermita y al día siguiente cuando fueron a verla ya no estaba. Subieron a la cueva dónde la habían encontrado y estaba allí, entonces decidieron hacerle una ermita en el Mulhacén y todos los años iban a visitarla el día 5 de agosto.
Un año de mucha sequía los pastores del pueblo decidieron subir a pedirle por el mal año que estaban pasando y encontraron un charco de lágrimas a los pies de la Virgen y entonces decidieron llevarla de nuevo a la localidad. En el momento que la Virgen fue colocada en la ermita del pueblo comenzó a llover.
Se cuenta que dos hermanos que vivían en el barrio alto con su padre. Tenían una manada de vacas y entonces el mayor mandó a su hermano menor echarles de comer. El muchacho cuando bajó al corral encontró un becerro que no era suyo y embistió hacia él. Este salió corriendo a avisar a su hermano el cual no le hizo mucho caso entonces se fue a hablar con su padre y éste le dijo que cuando embistiese él le lanzase la gorra. El chico bajó de nuevo al corral y el becerro le embistió, él haciendo caso de su padre le lanzó la gorra, convirtiéndose el becerro en oro. El muchacho totalmente impresionado bajo a coger el oro y en el momento que lo tocó desapareció el oro y el muchacho.
Donde hoy en día se encuentra la laguna Vacares, cuentan que antaño había un jardín y una hermosa princesa. En una parte de ese jardín había un pasadizo que recorría toda la Sierra, por el que entraba y salía la princesa para no correr ningún peligro. Aunque no pudo librarse de las amenazas de muerte de un moro, si no correspondía a su amor. Pero ella ya se había enamorado de un príncipe.
Un día un hombre de mal corazón que pasaba por allí vio al moro y le dijo que la princesa estaba con otro hombre. El moro enfurecido y con mucha rabia se puso en camino para matarle cuando llegó al jardín estaba recogiendo higos y poniéndolos en una bandeja de plata ofreciéndoselos a su amado príncipe y en el mismo momento que este se llevó el higo a la boca para comérselo, el moro le cortó la cabeza. La princesa comenzó a llorar sin consuelo alguno, dando lugar a la aparición de la laguna.
Cuentan que a los pastores valerosos y guapos se les aparece la princesa ofreciéndoles higos y muchos por miedo no quieren aceptarlos. Uno que los aceptó se los guardó en el bolsillo, y cuando bajó al pueblo echó mano a su bolsillo y los higos se habían convertido en monedas de oro.